# Waleri Anatoljewitsch Spizyn
Waleri Anatoljewitsch Spizyn (russisch Валерий Анатольевич Спицын, engl. Schreibung Valeriy Spitsyn; * 5. Dezember 1965 in Magnitogorsk) ist ein ehemaliger russischer Geher, der in seiner Sportart 1994 Europameister wurde.
1992 wurde Spizyn Meister der Gemeinschaft Unabhängiger Staaten. Bei den Olympischen Spielen 1992 in Barcelona gewann sein Mannschaftskamerad Andrei Perlow. Hinter dem Mexikaner Carlos Mercenario und dem Deutschen Ronald Weigel belegte Spizyn nach 3:54:39 h den vierten Platz.
Ein Jahr später gewann Spizyn bei den Weltmeisterschaften 1993 in Stuttgart Bronze. Hinter dem Spanier Jesús Ángel García und dem Finnen Valentin Kononen erreichte er das Ziel nach 3:42:50 h. Bei den Europameisterschaften 1994 siegte er in 3:41:07 h mit zweieinhalb Minuten Vorsprung auf den Franzosen Thierry Toutain.
Nachdem er bei den Weltmeisterschaften 1995 disqualifiziert wurde, trat Spizyn einige Jahre international nicht in Erscheinung. Bei der russischen Meisterschaft am 21. Mai 2000 gewann Spizyn in Moskau in Weltbestzeit von 3:37:26 h. Damit hatte er sich auch für die Olympischen Spiele 2000 in Sydney qualifiziert. Dort gab Spizyn allerdings auf der Strecke auf.
Waleri Spizyn ist 1,78 m groß und wog zu Wettkampfzeiten 67 kg.